# Tlaxcala (stat)
Tlaxcala var en förcolumbiansk stadsstat i centrala Mexiko. Den bildades omkring år 1350 av tlaxcalaner, som drev bort de chichimeker som bosatt sig i området. Tlaxcalanerna hade en fientlig relation till Aztekriket och allierade sig med spanjorerna under den av Hernán Cortés ledda spanska erövringen av Aztekriket.